# Бурхунское муниципальное образование
Бурхунское муниципальное образование — сельское поселение в Тулунском районе Иркутской области России. Административный центр — село Бурхун.

## Демография
| 2010 | 2011 | 2012 | 2013 | 2014 | 2015 | 2016 |
| ---- | ---- | ---- | ---- | ---- | ---- | ---- |
| 851  | ↘848 | ↘832 | ↘814 | ↘809 | ↘790 | ↘783 |
| 2017 |      |      |      |      |      |      |
| ↘766 |      |      |      |      |      |      |

По результатам Всероссийской переписи населения 2010 года
численность населения муниципального образования составила 851 человек, в том числе 413 мужчин и 438 женщин.

## Населённые пункты
В состав муниципального образования входят населённые пункты:
1. Бурхун
2. Александровка
3. Паберега